# دانيال جورج ماكنزي
دانيال جورج ماكنزي هو سياسي كندي، ولد في 24 يونيو 1860 في كندا، وتوفي في 4 فبراير 1940. حزبياً، نشط في Progressive Party of Canada ‏. وقد انتخب عضو مجلس نواب نوفا سكوتيا.